# 雙胞胎
- 關於香港女子組合，請見「Twins」。
- 關於油炸類點心，請見「兩相好」。

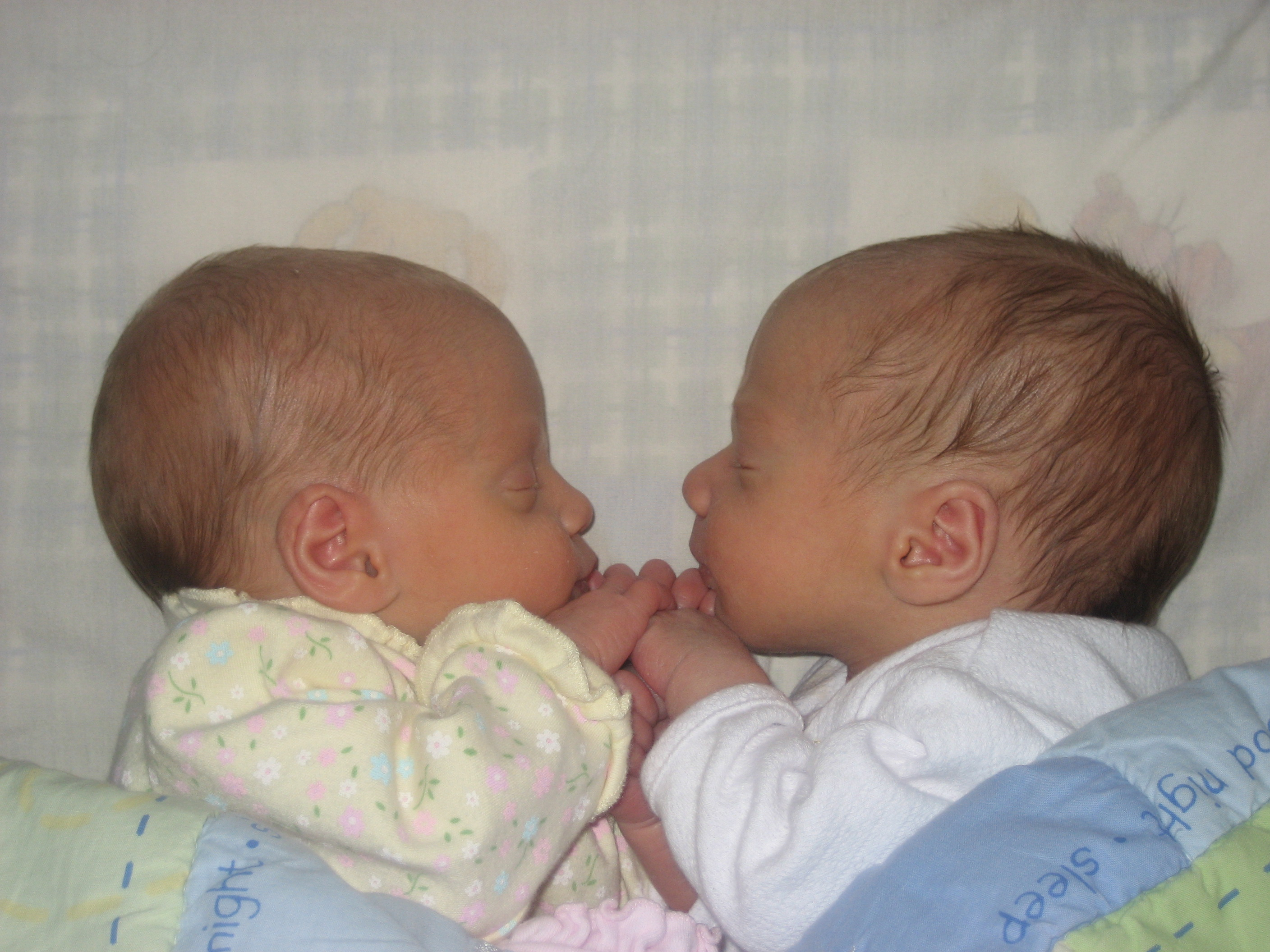
双胞胎婴儿

雙胞胎（英語：twins），又称孪生、孪生儿、孪生子、孖生、双生、双生兒。指胎生動物一次怀胎裡同时生下兩個個體的情況。
人类生育的通常情况，女性每一次月經週期，卵巢只会釋放一粒卵子，受精後只會發育成一個胚胎，出生时自然也就一胎生一个。但少數特别情況下可能同时有兩個甚至更多個胚胎發育，稱之為孿生、孖生或雙生。
雙胞胎的性别搭配有三種：男双、女双及混双；其中男女各一的混双，東方傳統稱為「龍鳳胎」。
除了雙胞胎，三胞胎、四胞胎甚至更多胞胎也可能自然产生，当然胎数越多越奇特稀有。

## 形成过程

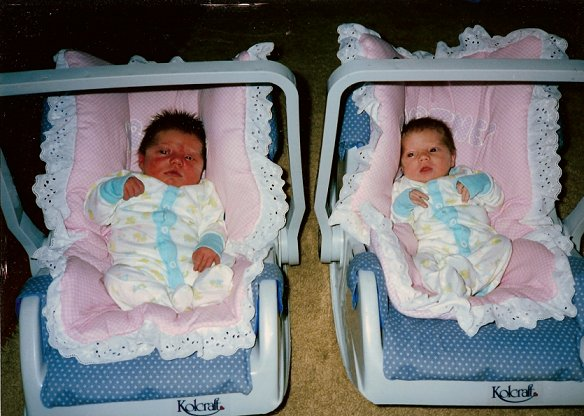
双胞胎刚出生

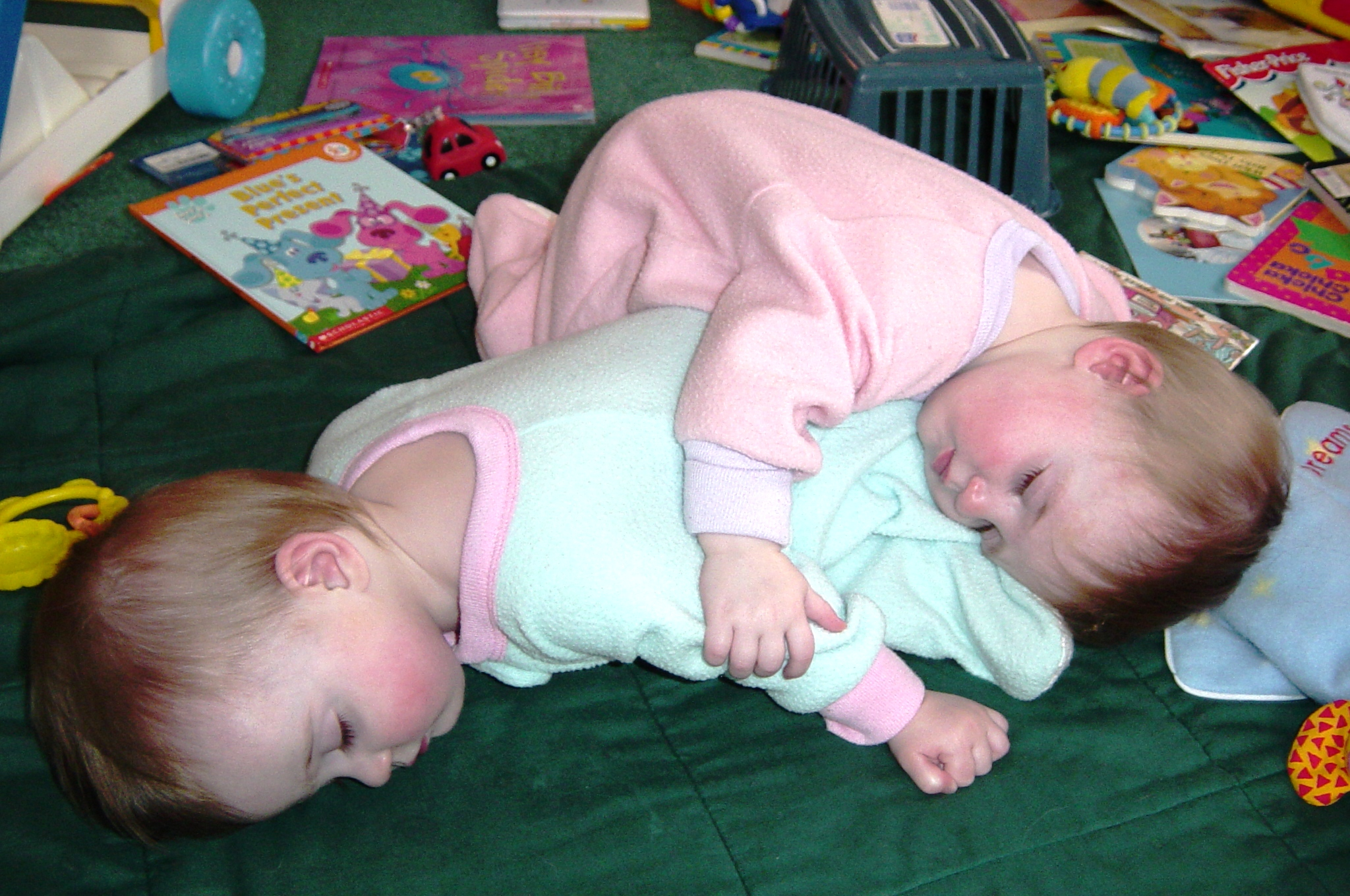
双胞胎婴儿

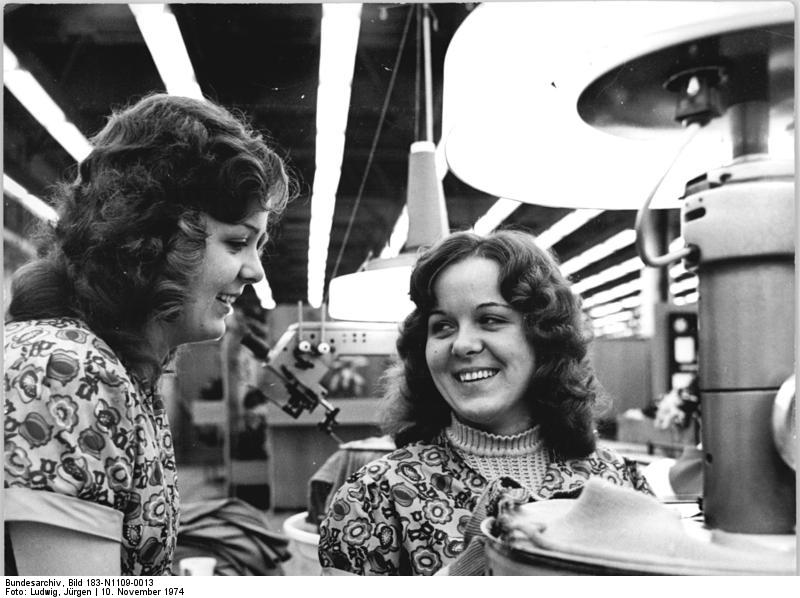
成年双胞胎

### 同卵雙生（identical twins）
單一颗卵子受精后形成单一颗受精卵，此单一胚胎在發育期間偶然且自然分裂成兩個胚胎發育，其中的染色体、基因等天然内容几乎完全相同，除了某些由于随机原因而产生的特征（例如指纹）导致略有轻微差异外，所以同卵孿生的外观非常相像。
“同卵双生”，英语里称之为“identical twins”，identical意为“全等的”；日语里称之为“一卵性双生児”，表示“起点处为单一颗受精卵”。
如果形成的两个胚胎没有完全分裂则会造成连体婴，視乎胚胎分裂的階段，單卵雙胞的胎盤可以是雙絨毛膜雙羊膜類、單絨毛膜雙羊膜類（monochorionic diamniotic）或單絨毛膜單羊膜類（monochorionic monoamniotic）。在單絨毛膜的雙胞胎盤中，血管相通情況普遍，易導致雙胞胎輸血症。若雙胞胎兒共用一個羊膜（單羊膜），則互相干預的機會更高，例如發生臍帶互相纏繞導致胎兒缺氧等。
同卵双胞的極少數個例在胚胎第一次分裂時，XY染色體中的Y染色體異常消失，出現同卵雙胞胎性別不同的情形。缺少Y染色體者為女性，但比正常女性少一個X染色體，這種只有一個X染色體的情形稱為「透納氏症候群」。
同卵雙胞胎可能具有普通人沒有的基因修飾。

### 異卵雙生（non-identical twins）
女性通常每一次月经，卵巢只释放一颗卵子，但偶尔可能一次釋出兩粒卵子，两颗卵子同时各自受精后各自所形成的兩粒受精卵能同时發育成兩個獨立胚胎，此稱為異卵雙生（non-identical／fraternal／dizygotic twins）。其中的遺傳基因信息是各有各的一套，性別搭配可以相同也可以混搭，如此雙生，其实相当于普通亲生兄弟姊妹，那么往往不太像。
龙凤胎的形成大都是异卵双生，因为同卵双生只有在極罕見的情況，例如其中一套的Y染色體缺失，才會發生性別不同。
“异卵双生”，英语称之为“non-identical／fraternal twins”，non-identical意为“非全等的”，龙凤胎为“mixed／boy-girl twins”，意为“混搭的”；日语里称之为“二卵性双生児”，表示“起点处为两颗受精卵虽同时却非同样”。
异卵双生的两个胎盤屬於雙絨毛膜雙羊膜類（dichorionic diamniotic），即每個胎兒都有自己獨立的絨毛膜和羊膜，以致胎盤與胎盤間很小有血管相通的情況，故胎兒互相干預所导致的天生不健康的风险甚少。
服用排卵藥（俗称“多仔丸”）等妇科激素或接受人工受孕技术可能生出异卵雙胞。

### 半同卵雙胞胎（Semi-identical twins）
極少數情況有可能一粒卵子在受精前分裂，但不完全分離，然後這兩粒卵子各自受精，再分離。由於半同卵雙胞胎的胚胎同時帶有三套染色體，通常情況下很難存活。目前世界上只有一個成長狀況良好的案例。

## 自然機率
- 全世界人类平均機率能大於1%，大約每90次自然生育裡能出现1对双胞胎，约为1.1%。
- 有时候因自然地域环境、饮食生活习惯、人种特性差异等因素，可能略高或略低。視個體不同機率也有別。
- 双胞胎的自然機率按形成过程和性别搭配分：
  - 异卵混搭：40%
    - 即龙凤胎，而且龙凤胎的形成正常是異卵的。

  - 异卵男双：20%
  - 异卵女双：20%
  - 同卵男双：10%
  - 同卵女双：10%
    - 由于同卵男双的婴儿早夭率略高于同卵女双，所以实际上同卵男双稍微更加罕见。
    - 无论同卵男双或女双，总機率都是0.4％ (1/250)。

## 分離程度

同卵雙胞胎在受精卵分裂後的各種型態

雙胞胎的分離程度是取決於在子宮內是否和何時分裂成兩個受精卵。異卵雙胞胎總是有兩個受精卵，但同卵雙胞胎是在懷孕非常初期才分裂成兩個受精卵。而分裂的時間則決定了絨毛膜和羊膜囊的數量。雙絨毛膜雙胞胎可能是從未分裂（即是異卵雙胞胎）或是在受精後4天內分裂。單羊膜雙胞胎則是在第一週後才分裂。
在極少數情況下，雙胞胎可能會發展成連體嬰。此外，雙胞胎在子宮內各種不同程度的共享環境，將可能導致各種妊娠併發症。
大部分人誤以為只要有兩個胎盤就是異卵雙胞胎，但其實只要同卵雙胞胎分裂的時間夠早，子宮內羊膜囊和胎盤的形式跟異卵雙胞胎實在是難以區分的。
| 類別             | 說明 | 分裂時期                             |
| ---------------- | --- | ------------------------------------ |
| 雙絨毛膜雙羊膜類 | 通常情況下，雙胞胎有兩個獨立的絨毛膜和羊膜囊。                                                              | 受精後第3天分裂。                    |
| 單絨毛膜雙羊膜類 | 單絨毛膜雙胞胎共享同一個胎盤。                                                                              | 4至8天                               |
| 單絨毛膜單羊膜類 | 單絨毛膜雙胞胎共享同一個胎盤及羊膜                                                                          | 受精9天後分裂                        |
| 連體嬰           | 正常情況下，99％的受精卵是在8天之內分裂成2個胚胎。 連體嬰由於共享器官，因此也容易造成許多死亡率高的併發症。 | 如果是在12天後才分裂，就會成為連體嬰 |

## 特殊情形

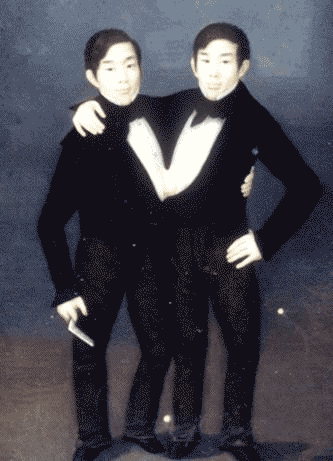
恩和昌是连体双胞胎。

- 双胞胎的发育过程中，如果其中一个吞噬了另一个，那么则会形成畸胎瘤、伴随孪生手足一生的“寄生胎”。
- 双胞胎的发育过程中，如果其中一个吸收了绝大多数健康营养，那么另一个很可能出生之后不久即夭折。
- 同卵双生中，如果受精卵的分裂程度不够均匀适当，则可能形成连体婴，機率约是20万分之一。
- 同卵雙生中，如果原卵為XY，當分裂完畢時，其中一方的Y脫落成為XO，即一男一女，但此機率微乎其微。另外，這種情況的女性大多為透納氏症患者（染色體為45，XO）。
- 异卵双生中，如果母体在短时间内与两名不同父体均有交配，两颗卵子各自与来源不同的精子结合，由此异卵双生可能是同母异父的。